# Ángela Robledo
Ángela María Robledo Gómez (Bogotá, 7 de septiembre de 1953) es una psicóloga, docente, escritora y política colombiana.
Fue representante a la Cámara de Representantes de Colombia. Fue decana de psicología de la Pontificia Universidad Javeriana y fórmula vicepresidencial por la Colombia Humana en las elecciones presidenciales de Colombia de 2018.

## Biografía
Pasó su infancia y adolescencia en Manizales. La primera feminista que conoció, explica en sus entrevistas, fue su madre, una mujer fuerte que le permitió vivir en libertad a pesar del ambiente conservador de la ciudad. Su familia, explica, no era adinerada pero pudo pagar la educación de todos los hijos.
Estudió psicología en la Pontificia Universidad Javeriana (1971-1975) y una maestría en Política Social (2004-2007). Fue profesora e investigadora de la Pontificia Universidad Javeriana y de la Universidad del Rosario. 
Desde la Fundación Restrepo Barco empezó a realizar un trabajo de hogares con jefatura femenina, con Ana Isabel Arenas, financiado por el BID, y en Cali con asesoría a proyectos de mujeres, donde conoció a Florence Thomas y Magdalena León.
Ha explicado en sus entrevistas que es importante que las mujeres lleguen a la política pero sobre todo el reto es llegar con una perspectiva distinta, la perspectiva de género: es esta perspectiva relacional que nos pone en relación con los otros por estas asimetrías en los poderes, están los indígenas, están los afros, están los niños, están los viejos y están las víctimas.
Conoció a Antanas Mockus a través del maestro común Carlos Frederich. Mockus venía a ser profesor de la Universidad Nacional, y empezó a hablar con él sobre la situación de las mujeres. Fue entonces cuando la invitó a acompañarlo a su segunda alcaldía por Bogotá, en la lista del concejo.
De enero de 2001 a diciembre de 2003 fue directora del Departamento Administrativo de Bienestar Social del Distrito (DABS) durante la segunda administración de Antanas Mockus momento en el que Ángela Robledo lideró la primera formulación de la política pública de la mujer en Bogotá a través del Plan de Igualdad de Oportunidades para la Equidad de Género en el Distrito Capital 2004-2016, junto al concejal Carlos Baena que apostó por el tema.
En 2004 fue Decana Académica de la Facultad de Psicología de la Pontificia Universidad Javeriana y presidenta de la Asociación Colombiana de las Facultades de Psicología.
De la mano de Antanas Mockus dio el salto a la primera línea política siendo elegida en 2010 Representante a la Cámara por Bogotá por el Partido Verde.

## Representante de la Cámara
El 20 de julio de 2010, con 158.415 votos a favor, Robledo se posesionó como Representante a la Cámara por Bogotá. Fue reelegida en 2014 siendo cabeza de lista por Bogotá de Alianza Verde. Por su trabajo en la Cámara ha sido reconocida en dos ocasiones consecutivas como la mejor congresista mujer del país, según el panel de opinión de Cifas y Conceptos, que consultó a más de 2 mil líderes de opinión.
Fue miembro de la Comisión Séptima y la Comisión Integral para la Equidad de la Mujer. Además, junto a Iván Cepeda, fue copresidenta de la Comisión de Paz de la Cámara.
Su trabajo se ha centrado en la defensa por el cuidado de la vida, la educación, la reivindicación de los derechos de la infancia, jóvenes y mujeres, y el empoderamiento de las víctimas de las violencias y las exclusiones. También ha acompañado el proceso de concertación con el movimiento campesino del Catatumbo y las movilizaciones sociales alrededor de la paz y los derechos humanos. 
En 2012 se opuso al proyecto de ley 201 conocida popularmente como la Ley Lleras 2.0 una iniciativa que buscaba regular el papel de estas empresas, conocidas usualmente como PSI (Prestadores de Servicio de Internet), de cara a las actuaciones de sus usuarios en temas de derecho de autor, lideró los debates sobre un cartel de contratación en el Instituto Colombiano de Bienestar Familiar y la crisis carcelaria. Se manifestó en contra de la reforma a la ley 30 y a la alianza del Partido Verde con el expresidente Álvaro Uribe.

#### Ley 1719/2014 sobre violencia sexual
Ángela Robledo es coautora de Ley 1719 del 2014 que modificó el Código Penal para garantizar el acceso a la justicia por parte de las víctimas de violencia sexual, en especial la violencia sexual con ocasión del conflicto armado. La iniciativa de Robledo e Iván Cepeda Castro aprobada en mayo de 2014 se inspiró en legislaciones como el Estatuto de Roma por el que se rige la Corte Penal Internacional y las de Ruanda y la exyugoslavia, donde hubo violaciones sistemáticas en los años 1990 y se promulgó con el objetivo de tipificar esta clase de agresiones como delitos de guerra y de lesa humanidad, por lo cual no prescribirían. En 2016 denunció la falta de avances significativos de esta ley y la impunidad en los casos de violencia sexual en Colombia.
Robledo también se ha posicionado a favor del aborto en las tres causales que ampara la Corte Constitucional y en defensa de los derechos sexuales y reproductivos de las mujeres.

## Candidata a la vicepresidencia 2018
El 16 de marzo en acto oficial en la Registraduría (órgano electoral colombiano) aceptó y firmó el acta de inscripción como candidata a la vicepresidencia como fórmula del candidato Gustavo Petro.
Luego de su candidatura vicepresidencial por la Colombia Humana como fórmula del dirigente político Gustavo Petro, quienes obtuvieron una votación superior a  ocho millones, desde el 20 de julio nuevamente ocupa su curul en la Cámara de Representantes de acuerdo con la Ley estatutaria de la oposición 1909 de 2008, artículo 24: “los candidatos que sigan en votos a quienes la autoridad electoral declare elegidos Presidente y Vicepresidente de la República, tendrán el derecho personal a ocupar, en su orden, una curul en el Senado de la República y otra en la Cámara de Representantes"
Actualmente forma parte de la Alianza por la Niñez Colombiana, una red que agrupa organizaciones que buscan la garantía de los derechos de la infancia. Contribuyó en la elaboración de la nueva ley de infancia y adolescencia y ha trabajado con el CINEP y el Programa por la Paz en la escuela de formación política ciudadana.

## Precandidatura Presidencial 2022
A principios de abril de 2021, en el marco de la Convención Nacional Feminista, Robledo oficializó su precandidatura a la Presidencia de la República para las elecciones de 2022. Además de ella, Francia Márquez Mina también oficializó su precandidatura y el Movimiento Estamos Listas anunció su apoyo a ambas candidatas.